# Diplommatina gibboni
Diplommatina gibboni s a species of land snails với một nắp, terrestrial gastropoda molluscas thuộc họ Diplommatinidae.
Nó là loài đặc hữu của Palau.